# Jana Jordan
Jana Jordan (San Antonio, Texas; 9 de marzo de 1986) es una actriz pornográfica estadounidense.

## Biografía
Jana Jordan, nombre artístico de Jana Louise Grochoske, nació en San Antonio (Texas), aunque se crio en la vecina ciudad de Houston. Desde los catorce hasta los diecisiete años trabajó como modelo de anuncios. Se graduó en el Cy-Fair High School en Cypress (Texas), y en 2004, con la mayoría de edad cumplida, comenzó una carrera como modelo de desnudos.
Jordan comenzó a trabajar en la industria para adultos haciendo shows a través de webcam con el nombre de Jana Foxy. En 2007 firmó un contrato con la empresa Ninn Worx, del empresario Michael Ninn, a quien había conocido en la AVN Adult Entertaintment Expo. En agosto de ese mismo año, fue elegida Pet of the Month de la revista Penthouse.
En marzo de 2008, Jordan dejaba Ninn Worx por diferencias creativas. Dos meses más tarde, lanzaba su propio sitio web.
Alguna de sus primeras más reseñables son Orgy - The XXX Championship 2, A Capella, All Natural Glamour Solos o Barely Legal 69.
Retirada en 2017, llegó a rodar más de 300 películas como actriz.

## Premios y nominaciones
| Año  | Ceremonia    | Resultado | Premio                       | Trabajo    |
| ---- | ------------ | --------- | ---------------------------- | ---------- |
| 2009 | Premios AVN  | Nominada  | Mejor escena de sexo lésbico | Fem Vivace |
| 2009 | Premios XBIZ | Nominada  | Mejor web de actriz del año  | —          |